# La Brute des cavernes
La Brute des cavernes (titre original : The Abysmal Brute) est un roman de Jack London paru d'abord en pré-publication dans The Popular Magazine le 1er septembre 1911 puis en volume en mai 1913.

## Résumé
Sam Stubener, un manager de boxe à San Francisco, se rend dans une cabane isolée dans le nord de la Californie après avoir reçu une lettre du boxeur à la retraite Pat Glendon, qui vit là-bas avec son fils, Pat le jeune, vingt-deux ans. Selon son père, qui l'a instruit et entraîné , c'est un boxeur prometteur, une merveille qui frappe deux fois plus fort et plus vite qu'il ne savait le faire lui-même. Une fortune assurée si Sam le prend sous son aile.
Sam ramène Pat Junior à San Francisco. Bien qu'ils sachent tous les deux que Pat pourrait gagner un combat avec un boxeur de haut niveau, les conventions de la boxe exigent qu'il commence avec un boxeur de rang inférieur. Lors de ses trois premiers combats, il assomme immédiatement son adversaire avec un coup de poing. Sam lui enjoint de faire durer ses combats plus longtemps. Bientôt la carrière du jeune boxeur décolle.
Pat le jeune remporte de nombreux combats dans le monde entier. Les journaux, qui interprètent son retrait du monde (il connaît peu la vie en ville, chasse ou pêche dans la forêt et évite les femmes) comme le signe d'un tempérament asocial, le surnomme La Brute épaisse.

## Historique du roman
Boxeur lui-même, Jack London a écrit deux romans sur la boxe : Le Jeu du ring (The Game) et La Brute des cavernes, ainsi que deux nouvelles : Le Bifteck (A Piece of Steak) et Pour la révolution mexicaine (The Mexican).

## Éditions

### Éditions en anglais
- The Abysmal Brute, dans The Popular Magazine, 1er septembre 1911.
- The Abysmal Brute, un volume chez The Century Company, mai 1913.

### Traductions en français
- La Brute des cavernes, traduit par Paul Gruyer & Louis Postif, en feuilleton dans Ric et Rac, no 221 à 227, périodique, du 3 juin au 15 juillet 1933.
- La Brute des cavernes, traduit par Paul Gruyer & Louis Postif, Hachette, 1934.
- La Brute, traduit par Noël Mauberret, in Sur le ring, recueil, Phébus, 2002.

## Adaptations au cinéma
- 1923 : Quand elles aiment (en), film muet américain réalisé par Hobart Henley
- 1936 : Conflit (Conflict), film américain réalisé par David Howard

## Sources
- (en) Jack London's Works by Date of Composition
- (en) Bbibliographie de Jack London